# Дикирх (округ)
Дикирх (люкс. Dikrech, фр. и нем. Diekirch) — один из трёх округов Люксембурга.

## География
Расположен в северной части страны. На севере и западе граничит с Бельгией, на востоке с Германией и округом Гревенмахер, на юге с округом Люксембург.
Состоит из кантонов Клерво, Дикирх, Реданж, Вианден, Вильц.
| Карта | №       | Название кантона | Площадь (км²) | Население (2014) |
| ----- | ------- | ---------------- | ------------- | ---------------- |
|       | 1       | Клерво           | 331,75        | 16 447           |
| 2     | Дикирх  | 214,93           | 30 460        |                  |
| 3     | Реданж  | 267,49           | 17 086        |                  |
| 4     | Вианден | 54,08            | 4722          |                  |
| 5     | Вильц   | 264,55           | 14 946        |                  |